# Pietro Paolo Bencini

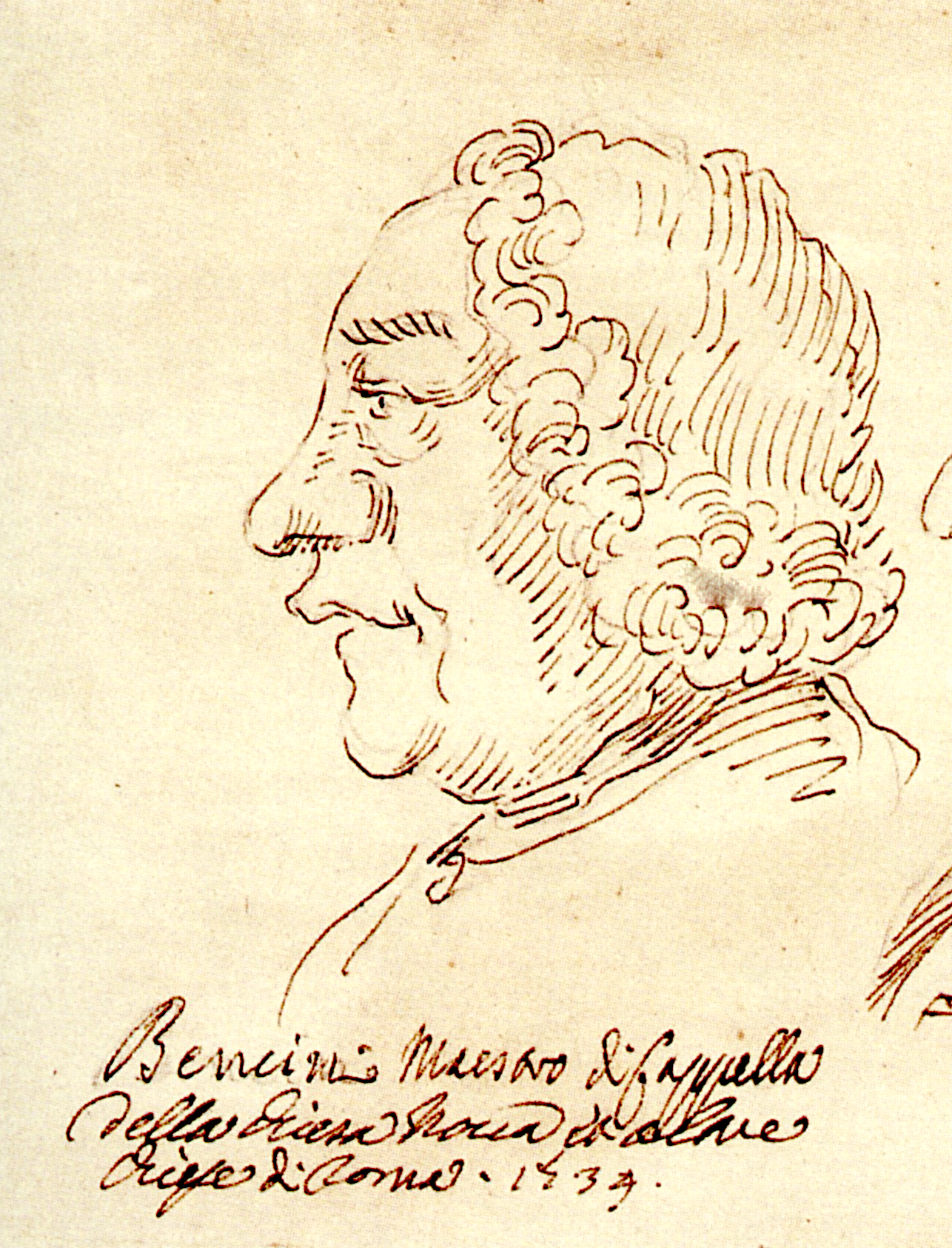
Pietro Paolo Bencini, Karikatur von Pier Leone Ghezzi, 1734

Pietro Paolo Bencini (* um 1670; † 6. Juli 1755 in Rom) war ein italienischer Kapellmeister und Komponist des Barock. Er war auch der Vater von Antonio Bencini († 13. März 1748), der ebenfalls als Komponist geistlicher Werke bekannt war.

## Familie
Bencini entstammt einer Musikerfamilie.  Als Musiker werden auch noch sein Sohn Antonio Bencini und ein mutmaßlicher Verwandter namens Giuseppe Bencini erwähnt. Antonio hat im Umkreis seines Vaters gewirkt und ist der Autor zahlreicher Kompositionen für den Gebrauch in der Kirche. Giuseppe hingegen hinterließ nur wenig; dies war Il Trionfo di Gedeone (Oratorium, Florenz 1723), eine Orgelfuge und eine Cembalosonate, sowie Il Nerone (aufgeführt zum Karneval 1727 in Florenz). Der Name Francesco Bencini erscheint auf einem Zahlungsdokument im Jahre 1755.

## Leben
1690 ist seine Einschreibung bei S. Cecilia verzeichnet. Die ersten Exemplare von Handschriften von Kantaten datieren auf das Jahr 1696. In Rom debütierte Bencini mit der Aufführung des Oratoriums Susanna a propheta Daniele vindicata an der Kirche Ss. Crocifisso di San Marcello. 1700 folgte die Aufführung des Oratoriums L'innocenza protetta zu dem Libretto des Abtes Giacomo Buonaccorsi an der Confraternita della Pietà dei Fiorentini.
Am 16. Januar 1703 wurde er Kapellmeister an der deutschen Nationalkirche S. Maria dell’Anima, wobei der diesen Titel lebenslang innehatte.
1705 wurde er auf Betreiben des Kardinals Pietro Ottoboni zum Nachfolger von Alessandro Scarlatti als maestro coadiutore zum Assistenten von Giovanni Bicilli bei der Congregazione dell'Oratorio di San Filippo Neri à l’église Santa Maria in Vallicella ernannt. Nach dessen Tod übernahm Bencini dessen Posten und behielt ihn bis zu seiner Ernennung zum Kapellmeister der Cappella Giulia.
1706 wird er zum guardiano di Santa Cecilia ernannt, die Bestätigungen erhält er 1707 und 1712.
1716 wird er bei den „Guardiani della Congregazione dei Musici in Roma“ und 1722 als Kapellmeister der Chiesa Nuova in Rom erwähnt.
In seiner Funktion als Kapellmeister von San Lorenzo in Damaso wurde er von seinem Sohn und Koadjutor Antonio von Januar 1727 für beide beginnend bis zu dessen Tode unterstützt. Bereits 1731 wurde  Bencini der Assistent von Giuseppe Ottavio Pitoni, der damals Kapellmeister an der Cappella Giulia war. Im Februar 1743 wurde Bencini in der Nachfolge von Pitoni zum Kapellmeister der Cappella Giulia im Petersdom ernannt. Im Jahre 1749 bekam er einen maestro coadiutore wegen zunehmender Arbeitsunfähigkeit zur Seite gestellt. Der Koadjutor Niccolo Jomelli, der hauptsächlich als Opernkomponist bekannt war, verließ Rom allerdings wieder im Jahre 1753, um in Stuttgart am Württembergischen Hof die Nachfolge von Ignaz Hofbauer anzutreten. Ab 1752 wuchs auch der spätere Nachfolger von Bencini  Giovanni Battista Costanzi in die Funktion als Kapellmeister hinein, die er nach dem Tode von Bencini im Jahre 1755 endgültig übernahm. Im „Diario ordinario di Roma (n. 5928)“ wird das Sterbedatum mit dem 6. Juli 1755 angegeben.

## Werke (Auswahl)
Bencini komponierte zahlreiche Oratorien, weltliche und geistliche Kantaten und Werke für Kirchenanlässe wie Messen, Liturgien, Antiphone und Psalmen. Ein großer Teil seiner religiösen Kompositionen sind in der Vatikanbibliothek aufbewahrt. Hier aufgeführt das Oratorienschaffen:
- Susanna a propheta Daniele vindicata (Giovanni Antonio Magnani, 1698)
- L' innocenza protetta (Giacomo Buonaccorsi, 1700)
- De inopia copia (Filippo Capistrelli, 1703)
- Salomon  (Francesco Posterla, 1704)
- Introduzione all'oratorio della passione di nostro signore Gesù Cristo (Pietro Ottoboni, 1707/1708)
- Il sacrificio di Abramo (Oratorium, Libretto von Giacomo Buonaccorsi)
- S. Andrea Corsini (Giacomo Buonaccorsi, 1722)
- Ad sacrum drama de passione Domini nostri Jesu Christi introductio (1725)
- Jesu redemptor omnium (Weihnachtshymne)

Kantaten:
- Tra l'ombre piu romite
- Rimembranza crudele
- Clori che m'invaghi
- Hor che tutta ridente
- Stanco di piu soffrire
- Lillo spietato, Cantata per soprano e b.c.
- sopra scoglio romito, Cantata per soprano e bc
- Del piu cocente ardore, Cantata a voce sola
- Dunque perch'il bel volto, Cantata a voce sola

## Weiterführende Literatur
- La cappella Giulia: vol. I - I vespri nel XVIII secolo, a cura di Jean Lionnet, Lucca, 1995, Introduzione, pp. X-XIV.
- Rainer Heyink, Fest und Musik als Mittel kaiserlicher Machtpolitik. Das Haus Habsburg und die Deutsche Nationalkirche in Rom S. Maria dell’Anima, Tutzing, 2011
- Eitner, Robert; Biographisch-bibliographisches Quellen-Lexikon der Musiker und Musikgelehrten der christlichen Zeitrechnung bis zur Mitte des neunzehnten Jahrhunderts, Leipzig : Breitkopf & Haèrtel, 1900, p. 431